# Chiesa della Madonna della Stella (Palo del Colle)
La chiesa della Madonna della Stella sorge a Palo del Colle sulla strada che conduce a Palombaio, frazione di Bitonto. Da fonti storiche, si attesta che nel 1613, in quel luogo, esisteva una chiesa dedicata a santa Maria dei Votani, eretta grazie all'elemosina di preti. I votani erano grosse cisterne naturali, nelle quali si raccoglieva acqua piovana e sulle quali il comune, nel 1700, fece costruire una grossa cisterna pubblica per i bisogni della popolazione, denominata successivamente "pescara della Madonna della Stella ". La chiesa in stato di degrado, tra il 1820 e il 1822, fu ricostruita, utilizzando il materiale lapideo della vecchia chiesa e di porta Madonna (una delle porte d'ingresso di Palo), abbattuta in quegli anni. Fu intitolata alla Madonna della Stella, in quanto durante la ricostruzione, fu trovato un quadro della Vergine che sul petto, portava un pendente d'argento a forma di Stella.